# Sertanense FC
El Sertanense FC es un equipo de fútbol de Portugal que juega en el Campeonato de Fútbol de Castelo Branco, la quinta liga de fútbol más importante del país.

## Historia
Fue fundado el 17 de febrero de 1934 en la ciudad de Sertã del distrito de Castelo Branco por Casimiro Farinha con el nombre Sertanense Foot-ball Club exclusivamente como equipo de fútbol, pero posteriormente fundaron su sección de pesca deportiva, la cual le ha dado algunos títulos.
Logró ascender a la II Divisão por primera vez en la temporada 2008/09, temporada donde enfrentaron al gigante portugués FC Porto, con quien perdieron en los octavos de final de la Copa de Portugal los dos partidos 0-4.

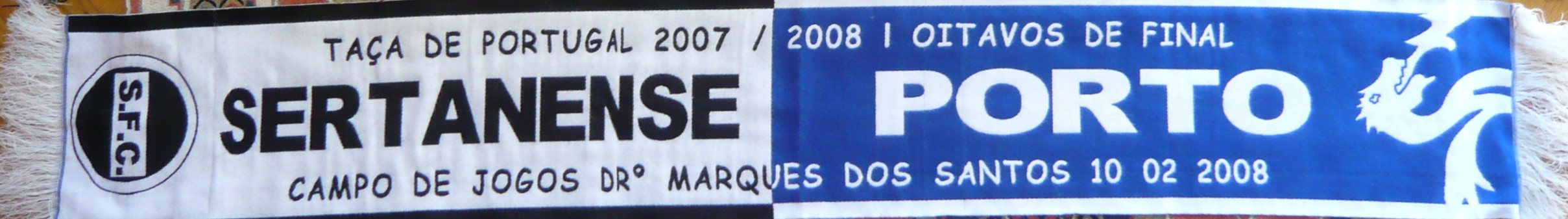
Bufanda conmemorativa del juego FC Porto vs. Sertanense por la Copa de Portugal del 2008, en el Dr. Marques dos Santos

## Palmarés
- Tercera División de Portugal: 1

2008/09
- Campeonato de Fútbol de Castelo Branco: 2

1987/88, 1999/00

## Jugadores

### Jugadores destacados
- José Bízarro
- Fábio Ferreira